# Bulat-Pestivien
Pour les articles homonymes, voir Bulat.
Bulat-Pestivien [bylatpɛstivjɛ̃] est une commune française située dans le département des Côtes-d'Armor, en région Bretagne.
En 1994, la commune a obtenu le label « Communes du Patrimoine Rural de Bretagne » pour la richesse de son patrimoine architectural et paysager.

## Géographie
Bulat-Pestivien fait partie du pays Fañch, territoire traditionnel de Bretagne. La commune est la dernière au Nord avant le Trégor. Les nombreux ruisseaux du Nord et de l'Est de son territoire alimentent le Léguer qui prend sa source sur la commune voisine de Maël-Pestivien avant de traverser le Trégor jusqu'à la mer.
Au sud du territoire de la commune, sur la butte de Kernec'h (altitude 309 m) se trouve un des 4 tripoints de mers français dit « CGM » pour Celtique / Gascogne / Manche : mer Celtique (bassin de l'Aulne) / golfe de Gascogne (bassin du Blavet) / Manche (bassin du Léguer).
| Plougonver    |                 | Pont-Melvez    |
| Callac        | Bulat-Pestivien |                |
| Saint-Servais |                 | Maël-Pestivien |

| - Carte topographique de la commune de Bulat-Pestivien. |

### Hydrographie
Pour un article plus général, voir Réseau hydrographique des Côtes-d'Armor.
La commune est située dans le bassin Loire-Bretagne. Elle est drainée par le Léguer, le ruisseau de Pont Hellou, le Bodeillo, le Dour Traou Breuder, le Gollot et le Poull Goaz Hélou,,.
Le Léguer, d'une longueur de 58 km, prend sa source dans la commune de Bourbriac et se jette  dans la baie de Lannion en limite de Lannion et de Trédrez-Locquémeau, après avoir traversé 15 communes. 
Le Pont Hellou, d'une longueur de 15 km, prend sa source dans la commune de Maël-Pestivien et se jette  dans l'Hyère à Plusquellec, après avoir traversé six communes. 
Un plan d'eau complète le réseau hydrographique : l'étang de Bodilio (0,7 ha),.

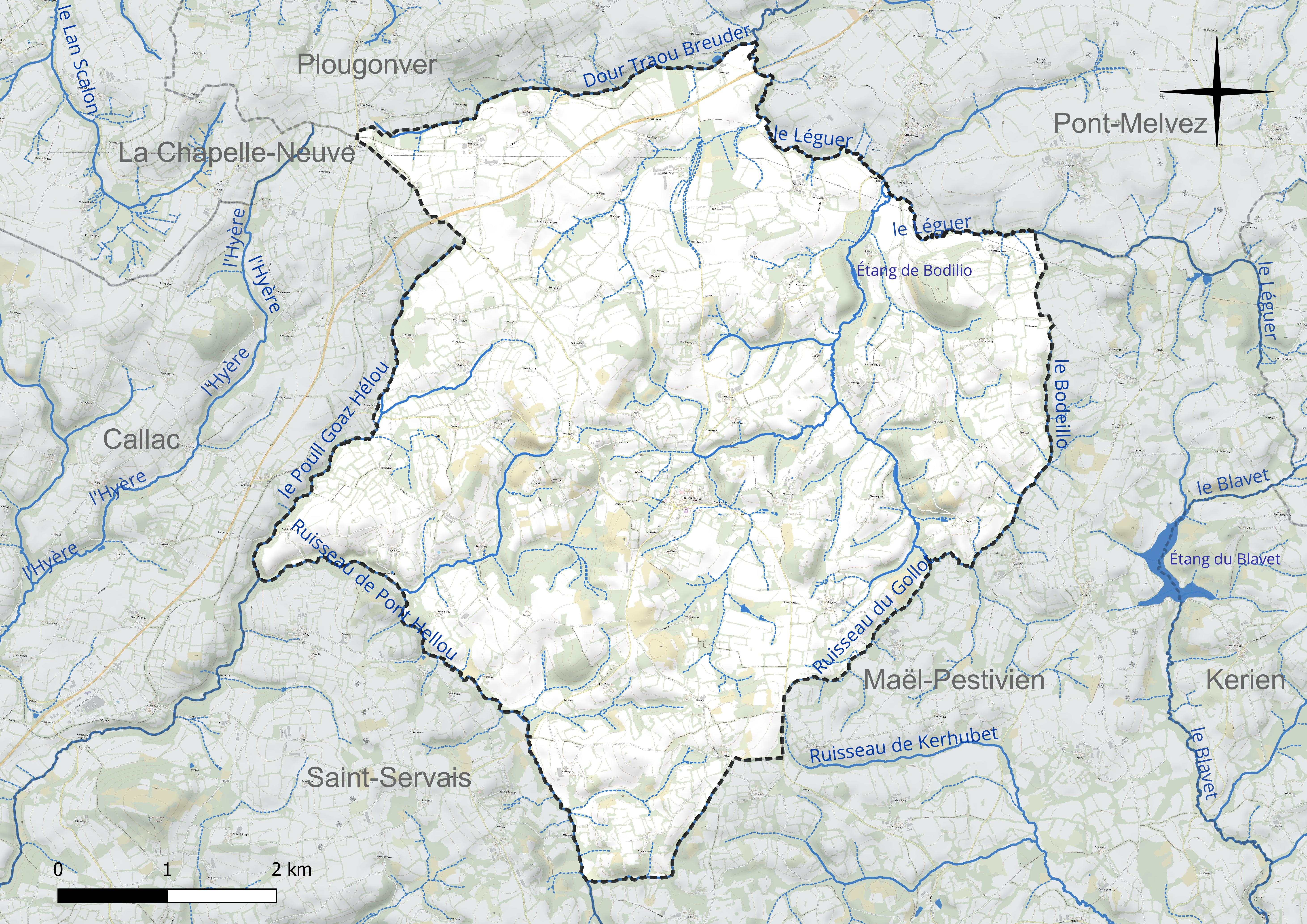
Réseau hydrographique de Bulat-Pestivien.

### Climat
Pour des articles plus généraux, voir Climat de la Bretagne et Climat des Côtes-d'Armor.
En 2010, le climat de la commune est de type climat océanique franc, selon une étude du CNRS s'appuyant sur une série de données couvrant la période 1971-2000. En 2020, Météo-France publie une typologie des climats de la France métropolitaine dans laquelle la commune est exposée à un climat océanique et est dans la région climatique Finistère nord, caractérisée par une pluviométrie élevée, des températures douces en hiver (6 °C), fraîches en été et des vents forts. Parallèlement l'observatoire de l'environnement en Bretagne publie en 2020 un zonage climatique de la région Bretagne, s'appuyant sur des données de Météo-France de 2009. La commune est, selon ce zonage, dans la zone « Monts d'Arrée », avec des hivers froids, peu de chaleurs et de fortes pluies.
Pour la période 1971-2000, la température annuelle moyenne est de 10,6 °C, avec une amplitude thermique annuelle de 12 °C. Le cumul annuel moyen de précipitations est de 1 147 mm, avec 16,5 jours de précipitations en janvier et 8,8 jours en juillet. Pour la période 1991-2020, la température moyenne annuelle observée sur la station météorologique la plus proche, située sur la commune de Duault à 11 km à vol d'oiseau, est de 11,6 °C et le cumul annuel moyen de précipitations est de 757,4 mm,. Pour l'avenir, les paramètres climatiques de la commune estimés pour 2050 selon différents scénarios d'émission de gaz à effet de serre sont consultables sur un site dédié publié par Météo-France en novembre 2022.

## Urbanisme

### Typologie
Au 1er janvier 2024, Bulat-Pestivien est catégorisée commune rurale à habitat très dispersé, selon la nouvelle grille communale de densité à 7 niveaux définie par l'Insee en 2022.
Elle est située hors unité urbaine et hors attraction des villes,.

### Occupation des sols
L'occupation des sols de la commune, telle qu'elle ressort de la base de données européenne d’occupation biophysique des sols Corine Land Cover (CLC), est marquée par l'importance des territoires agricoles (88,1 % en 2018), en augmentation par rapport à 1990 (87,1 %). La répartition détaillée en 2018 est la suivante :
zones agricoles hétérogènes (36,6 %), terres arables (25,9 %), prairies (25,6 %), forêts (11,9 %). L'évolution de l’occupation des sols de la commune et de ses infrastructures peut être observée sur les différentes représentations cartographiques du territoire : la carte de Cassini (XVIIIe siècle), la carte d'état-major (1820-1866) et les cartes ou photos aériennes de l'IGN pour la période actuelle (1950 à aujourd'hui).

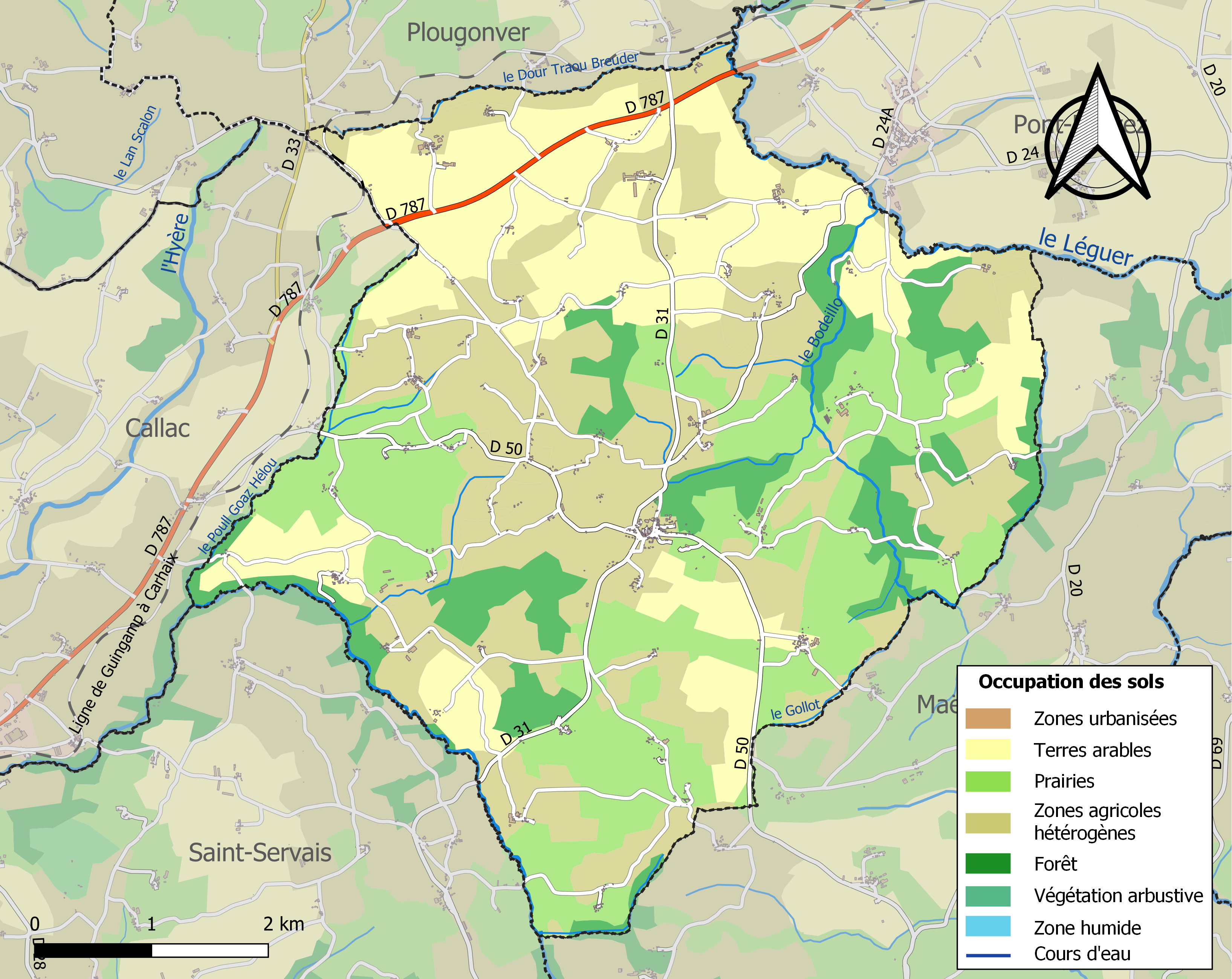
Carte des infrastructures et de l'occupation des sols de la commune en 2018 (CLC).

## Toponymie
Bulad-Pestivien en breton.
Bulat est attestée sous la forme Buzglat en 1465, de bud signifiant le bénéfice et gulat qui veut dire « pays, richesse ».
Le nom de Pestivien est lui attestée sous la forme Penstiffyen en 1368, nom provenant de Penn-stivien qui signifie le « bout des sources ». C'est le nom de l'ancien chef-lieu et de la commune jusqu’en 1876, date à laquelle le nom du nouveau chef-lieu, Bulat, est ajouté.

## Histoire

### Le château de Pestivien
La seigneurie de Pestivien, outre le domaine de Pestivien, comprenait diverses autres terres réparties sur les paroisses de Maël, Duault et Plougonver.
Tristan de Pestivien est l'un des chevaliers qui combattit lors du Combat des Trente pour le compte de Charles de Blois.
Toujours pendant la Guerre de Succession de Bretagne, les bourgeois de Guingamp demandèrent à Bertrand du Guesclin, qui venait d'être libéré contre rançon alors qu'il était prisonnier des Anglais et s'était réfugié dans la ville, de les délivrer des ravages commis par deux capitaines anglais, Roger Davy qui tenait le château de Pestivien et Thuomelin, qui occupait le château de Trogoff en Plouégat-Moysan. Avec 6 000 hommes, il prit et démantela le château de Pestivien en mars 1363 ; il marcha ensuite sur Trogoff, mais Thuomelin choisit de se rendre sans combattre, ayant reçu l'assurance de pouvoir quitter ce château sain et sauf, mais le château fut ensuite aussi démantelé.
Deux gwerzioù, recueillies à Maël-Pestivien vers 1840 par Théodore Hersart de La Villemarqué, l'une Le vassal de Duguesclin, l'autre La filleule de Duguesclin évoquent la prise des châteaux de Pestivien et Trogoff par Duguesclin. Ces gwerzioù furent quelque peu modifiées par Théodore de La Villemarqué : en voici un extrait traduit du breton :
 Le gouverneur demandait en feignant de plaisanter au seigneur Guesclin du sommet de la tour :

 « Êtes-vous venu ici, seigneur, pour un bal que vous soyez équipé mes seigneurs de la sorte ? »

 « Nous sommes venus ici au bal, sans mentir, non pour danse mais pour sonner !

 Pour vous sonner une danse qui ne finira pas de si tôt : quand nous serons fatigués, les diables prendront la relève ! »

 Au premier assaut, les douves sont traversées et jusqu'à son ondement le château a tremblé ;

 Et au second assaut, une tour est abattue et deux cents hommes tués, et davantage ou autant ;

 Et au troisième assaut les portes sont tombées et la place prise, détruite et incendiée...

### Le pèlerinage de Bulat
Alors que Pestivien était jusque-là le siège de la paroisse, suivant la légende, la fondation de l'église de Bulat « est due à un seigneur de Pestivien qui, désespéré de voir avec lui s'éteindre sa race, aurait fait à la Vierge le vœu d'ériger une chapelle en son honneur si le ciel lui donnait un fils, souhait qui fut exhaucé. De là le nom de "Bulat", qui serait la contraction de "Buguel hat" ou "had", dont le sens breton est "enfant conçu" ».

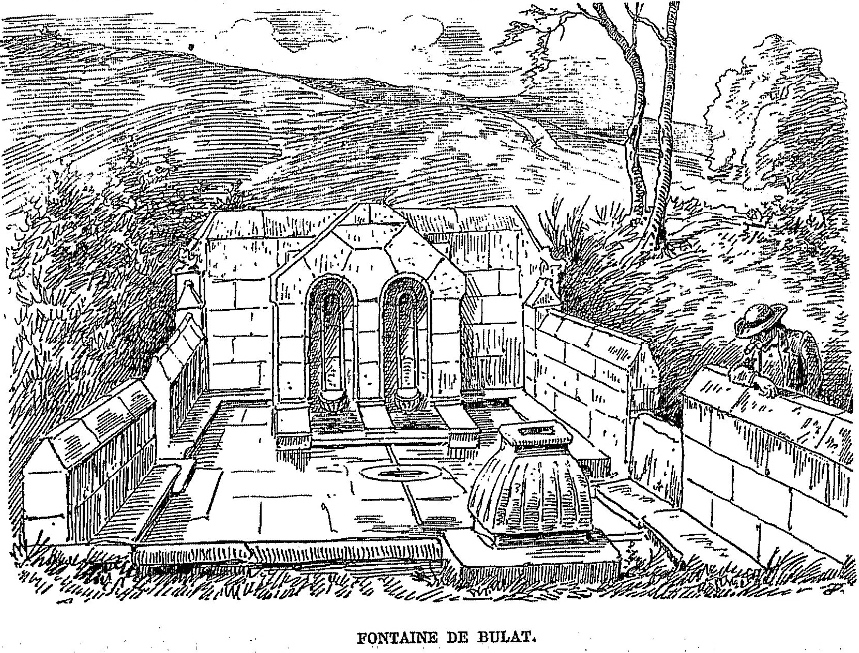
La fontaine de Bulat (dessin publié en 1891 dans le « Bulletin monumental »).

La construction de l'église de Bulat commença « le troisième jour d'avril, l'an 1552 », le maître d'œuvre étant Fouquet Jehannou, selon une inscription située dans l'église. « Dans la tour, au-dessus de la sacristie, on voit la "chambre des ermites", où deux frères maçons qui avaient travaillé à l'édifice, logèrent le reste de leur vie. Le pardon de Bulat a lieu le 8 septembre. C'est le pardon des fontaines. (...) Le doux murmure de l'eau bruit des neuf fontaines de Bulat, l'une dans le cimetière, une autre sur le chemin de Callac, les sep dernières à cinquante mètres plus loin. On vient de loin demander à ces fontaines le secret de la santé et du bonheur. Les nouvelles mariées jettent aux ondes les épingles de leur corsage pour obtenir la maternité. Une jeune fille, dit-on, fit trente kilomètres sur les genoux, vers 1830, pour assister au pardon de Bulat ».
La localité est un lieu de pèlerinage toujours très fréquenté, notamment le samedi soir avec les vêpres, la procession et la messe. On y sort alors la Vierge d'argent qui est d'abord placée sur la table d'offrande (face au porche ouest) ; traditionnellement deux hommes se tenaient de part et d'autre de la statue du samedi soir au lundi soir (le lundi, la foire aux chevaux)… Lorsqu'un pèlerin déposait une offrande, l'un des gardiens agitait une sonnette... La statue d'argent est portée en procession par deux jeunes filles. Le Pardon de Bulat a lieu le dimanche suivant le 8 septembre (fête de la Vierge), sauf si le 8 tombe un dimanche... Le cantique de Notre-Dame de Bulat qui comporte de très nombreux couplets a été accommodé sur la musique de "Dont a ra tudou yoank war hentou Breiz-Izel... De plus les derniers couplets furent composés vers 1960 par Mab Sulon, alias le Père Loriquer, missionnaire diocésain qui composa nombre de cantiques ou d'extensions de cantiques.

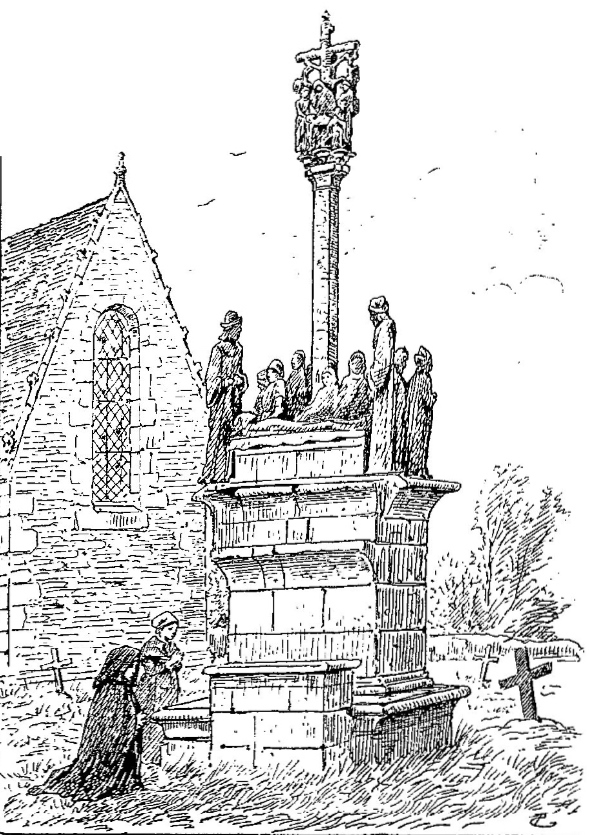
Le calvaire de Pestivien (dessin publié en 1891 dans le « Bulletin monumental »).

L'oratoire qui a connu de nombreuses extensions est devenu l'église actuelle avec sa flèche rivalisant avec celle de Saint-Pol-de-Léon. Une copie de l'esquisse du clocher et de la flèche de Bulat a donné l'église de Bourbriac à 15 km plus à l'est… La sacristie comporte un mystère architectural, à savoir la loggia de style Renaissance italienne donnant sur l'église et d'où, dit-on, mais rien n'est avéré, les compagnons bâtisseurs suivaient les offices…
Dans les richesses entourant l'église, la "fontaine au lait" ou "Fontaine de la Vierge" dont l'eau était censée redonner vigueur aux glandes mammaires des jeunes mères. Ladite fontaine alimente un petit bassin dans ce qui était le presbytère. Les écussons gravés dans l'église ont été décrits de manière détaillée par P. Chardin.
Le cimetière de Bulat possède deux particularités rares : un triangle pour les petits anges (les bébés morts très jeunes) avec au milieu la tombe des prêtres.
Pestivien, avec sa chapelle Saint-Blaise et son calvaire classé, voit se tenir deux pardons annuels dont celui dit du Coq ; en effet, à l'issue de la messe, le sacristain montait l'escalier de la tour et lançait un coq (un vrai, en chair et en plumes!) ; les jeunes gens se précipitaient sur le volatile, écartant, à qui mieux mieux les concurrents; celui qui arrivait à saisir le pauvre animal pouvait le ramener à la maison.
Deux autres chapelles subsistent sur le territoire de la paroisse : Saint-Joseph et Sainte-Anne ; la première faisait partie de la communauté des Sœurs de la Divine Providence de Créhen qui tenaient l'école des filles, tout en assurant la cantine des garçons de l'école publique ! Sainte-Anne, dite Santez Anna Radennek (Sainte Anne des Fougères) doit son nom au fait qu'une statue de la sainte fut trouvée… parmi les fougères ; près de la chapelle ; dans l'enclos, un calvaire et une fontaine.

### Révolution française
Pendant la Révolution française, la Vierge d'Argent de Bulat-Pestivien fut cachée sous des fagots, puis enterrée et le vicaire de la paroisse, Jean Touboulic, se réfugia à l'Île de Man où il survécut comme tailleur.

### La famille de Kerouartz
La famille de Kerouartz, grands propriétaires de la commune, a longtemps tenu la mairie.

### LeXXesiècle

#### La Seconde Guerre mondiale

##### La Résistance

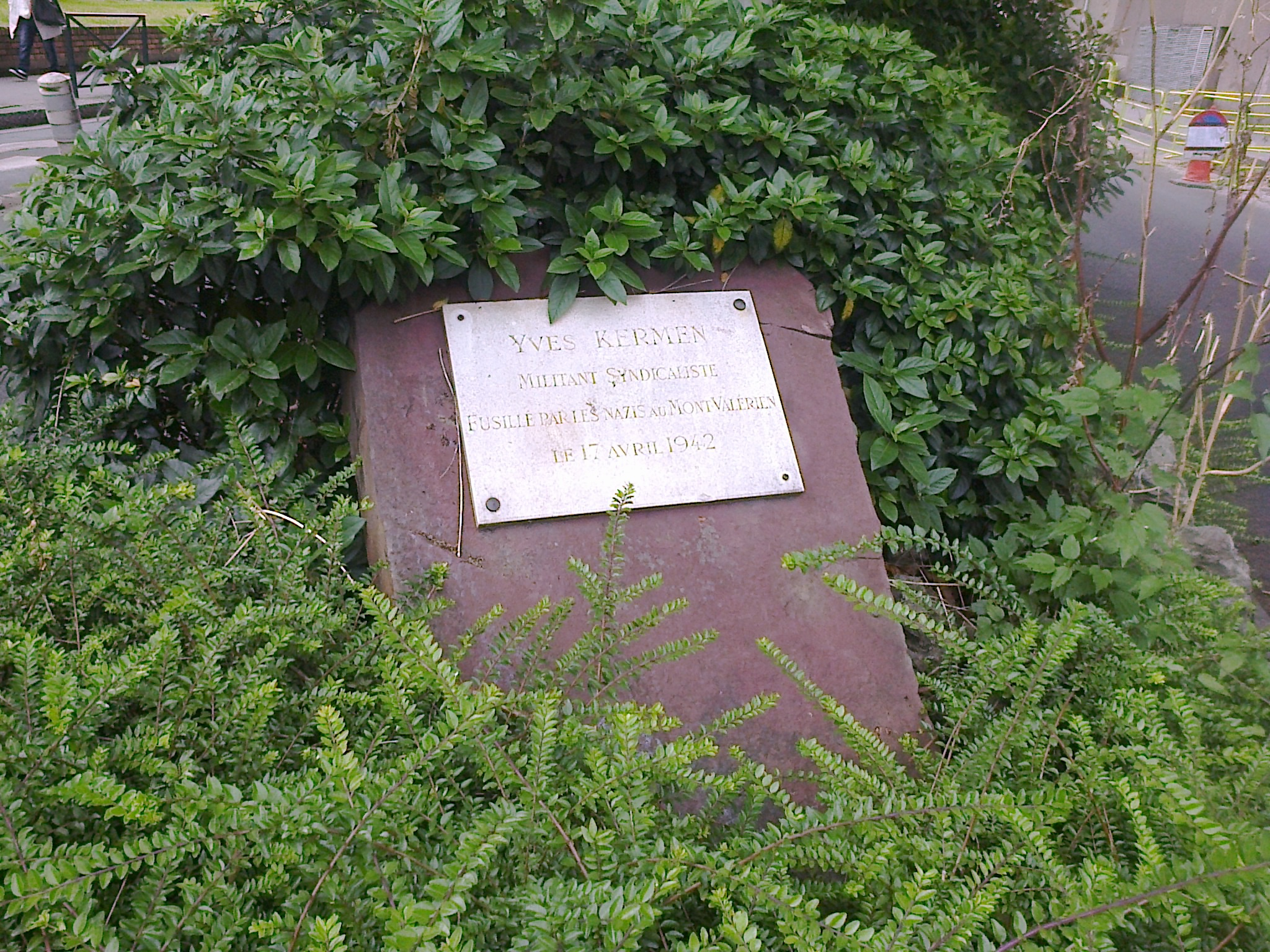
Plaque hommage à Yves Kermen à Boulogne-Billancourt.

- Yves Kermen, né à Bulat-Pestivien, émigré à Clamart où il travaille comme mécanicien ainsi que son frère Joseph Kermen, adhère au Parti communiste en 1935 et exerce des responsabilités syndicales à partir de 1938 aux usines Renault. Pendant la Seconde Guerre mondiale, il entre en clandestinité dès octobre 1940 et occupe un rôle dirigeant dans l'Organisation spéciale à partir de novembre 1941. Arrêté le 11 février 1942 à la station de métro « Quai de la Rapée », la police française trouva chez lui lors d'une perquisition de nombreux plans d'attentats et il fut livré aux autorités allemandes. Il fut fusillé le 17 avril 1942 au Mont Valérien en même temps que d'autres camarades résistants du MOI[35].

Une rue transverse porte son nom à Billancourt, non loin de la Seine ni de l'ancienne Régie Renault.
- Son frère Joseph Kermen, résistant lui aussi, fut arrêté le 18 novembre 1941, déporté au camp de concentration d'Auschwitz où il mourut le 12 juillet 1942[36].
- Louis le Meur alias Commandant Rolland , né à Kergrist-Moëlou le 18 mai 1906, fut directeur de l'école publique de Bulat-Pestivien d'octobre 1943 à la Libération, avec sa femme Noëmie Le Meur née Guyomard. Louis Le Meur, résistant de la première heure ayant fondé le réseau « Comité de Libération Nationale » avec le Docteur Pierre Sécardin[37], Trémeur Burlot, Alexis Chauvel, Pierre Morin (mort en déportation) notamment dès octobre 1942, est officiellement en congé pour maladie, à partir du 5 mars 1943, il est nommé (par Pichouron, chef régional FTP, et Jean Devienne) Chef du secteur FTP de tout le canton de Callac (11 communes dont Bulat-Pestivien), ayant plusieurs centaines de résistants FTP sous son autorité. Par la suite, il rejoint l'État-major FTP puis FFI des Côtes-du-Nord (anc. Côtes-d'Armor) qu'il commande à partir de juin 1944, avant d'être nommé à l'État-Major FFI régional (4e bureau)[38]. Marcel Le Verge, ancien maire de Bulat-Pestivien, alias Commandant Denis[39],[40],[41].

## Langue bretonne
La chanteuse traditionnelle Anne Auffret, interprète notamment de chants religieux en langue bretonne, est originaire de la commune.
L'écrivain de langue bretonne Yann Gerven réside dans la commune.
L'Inspection académique s'est opposée en 2006 à l'ouverture d'une classe maternelle bilingue dans l'école communale. Une classe a été ouverte en définitive à la rentrée 2007. À la rentrée 2016, l'école de Callac ne comptait plus que 127 élèves, dont 78 en primaire ; l'école de Bulat-Pestivien n'en comptait plus que 47. Grâce à un regroupement pédagogique, Callac a sauvé sa quatrième classe en accueillant les élèves « monolingues » de Bulat-Pestivien, l'école bulatoise accueillant en échange les élèves « bilingues » (français et breton) de Callac et renforçant ainsi sa spécificité bretonnante.
À la rentrée 2017, 38 élèves étaient scolarisés dans la filière bilingue (soit 100 % des enfants de la commune inscrits dans le primaire).

## Démographie
L'évolution du nombre d'habitants est connue à travers les recensements de la population effectués dans la commune depuis 1793. Pour les communes de moins de 10 000 habitants, une enquête de recensement portant sur toute la population est réalisée tous les cinq ans, les populations de référence des années intermédiaires étant quant à elles estimées par interpolation ou extrapolation. Pour la commune, le premier recensement exhaustif entrant dans le cadre du nouveau dispositif a été réalisé en 2005.

En 2022, la commune comptait 409 habitants, en évolution de −4,88 % par rapport à 2016 (Côtes-d'Armor : +1,78 %, France hors Mayotte : +2,11 %).
| 1793  | 1800  | 1806  | 1821  | 1831  | 1836  | 1841  | 1846  | 1851  |
| ----- | ----- | ----- | ----- | ----- | ----- | ----- | ----- | ----- |
| 1 183 | 1 213 | 1 193 | 1 303 | 1 358 | 1 543 | 1 503 | 1 603 | 1 544 |

| 1856  | 1861  | 1866  | 1872  | 1876  | 1881  | 1886  | 1891  | 1896  |
| ----- | ----- | ----- | ----- | ----- | ----- | ----- | ----- | ----- |
| 1 478 | 1 450 | 1 592 | 1 608 | 1 696 | 1 921 | 1 747 | 1 680 | 1 719 |

| 1901  | 1906  | 1911  | 1921  | 1926  | 1931  | 1936  | 1946  | 1954  |
| ----- | ----- | ----- | ----- | ----- | ----- | ----- | ----- | ----- |
| 1 669 | 1 711 | 1 755 | 1 697 | 1 605 | 1 512 | 1 357 | 1 186 | 1 038 |

| 1962 | 1968 | 1975 | 1982 | 1990 | 1999 | 2005 | 2006 | 2010 |
| ---- | ---- | ---- | ---- | ---- | ---- | ---- | ---- | ---- |
| 970  | 812  | 658  | 531  | 446  | 432  | 464  | 461  | 465  |

| 2015 | 2020 | 2022 | - | - | - | - | - | - |
| ---- | ---- | ---- | - | - | - | - | - | - |
| 423  | 415  | 409  | - | - | - | - | - | - |

## Économie
La répartition des différents métiers de la population de Bulat est la suivante[Quand ?] :
- 60 agriculteurs ;
- 16 commerçants ;
- 4 cadres ;
- 20 professions intermédiaires ;
- 36 employés ;
- 28 ouvriers.

Il y a 164 personnes actives au total.

## Lieux et monuments

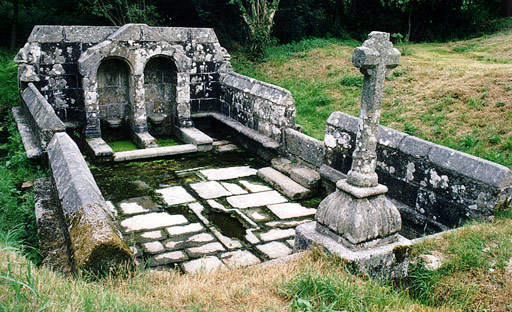
La fontaine du Coq.
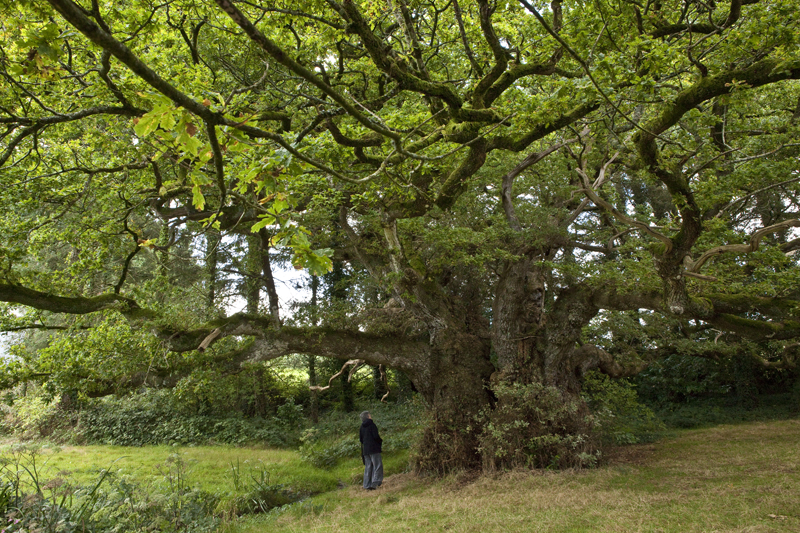
Le chêne de Tronjoly (septembre 2009).
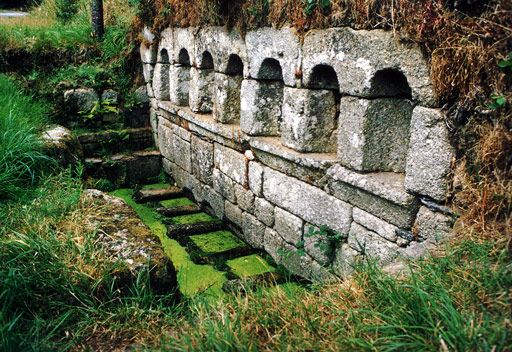
La fontaine des Sept-Saints.
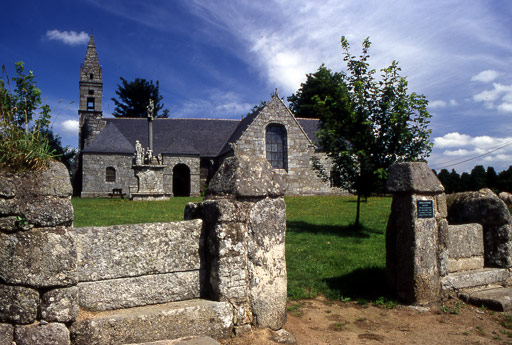
La chapelle Saint-Blaise.
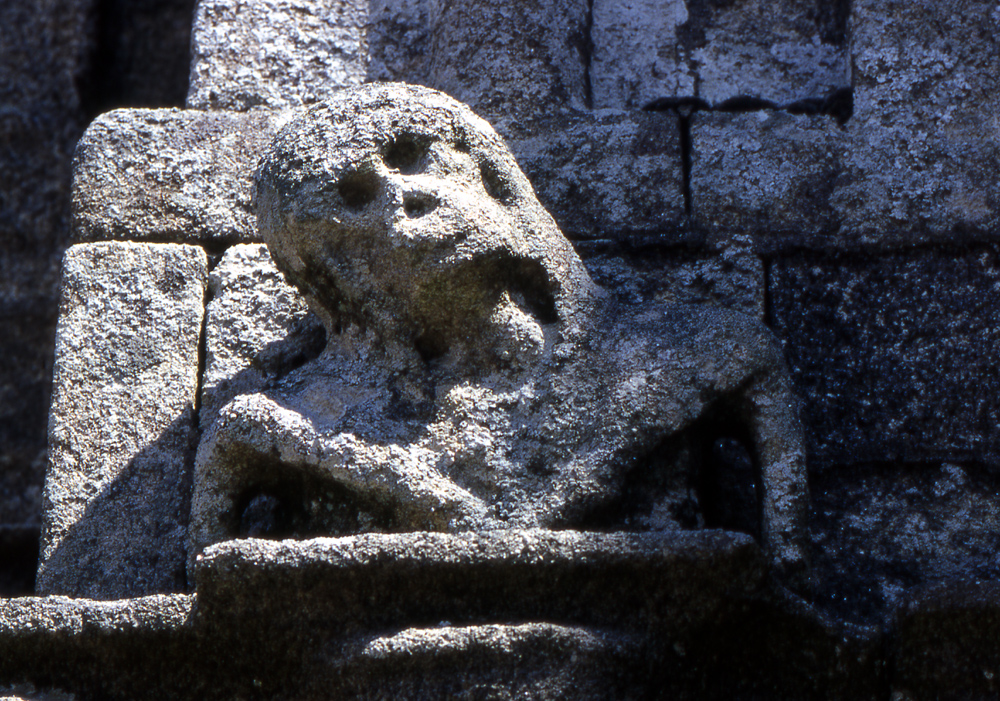
Mort rêveuse sur l'église Notre-Dame.
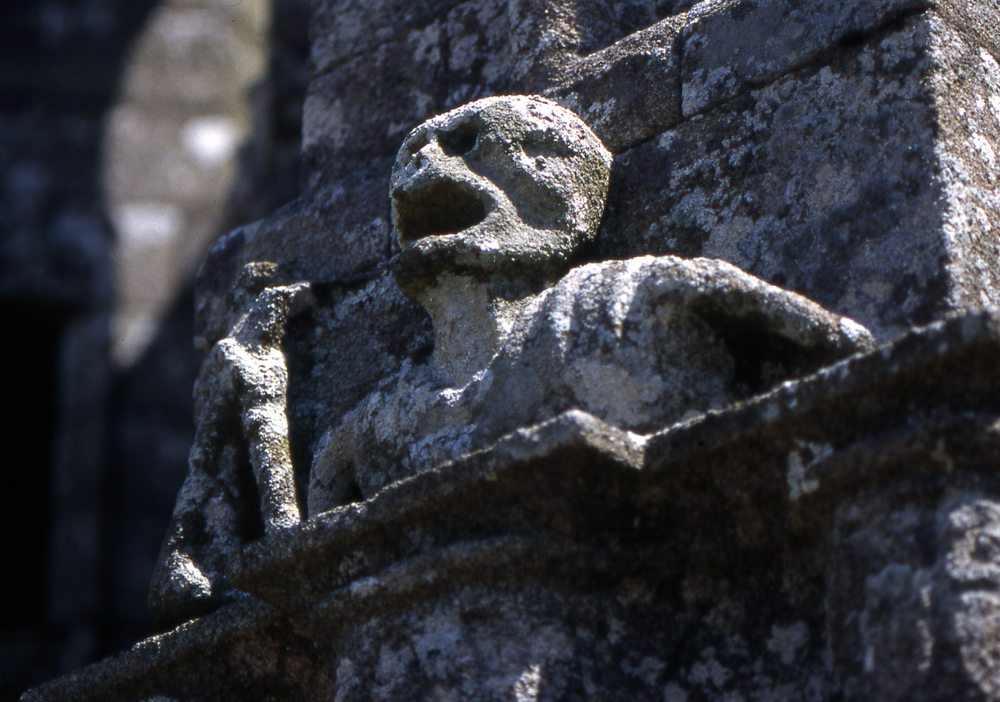
Mort hurlante sur l'église Notre-Dame.
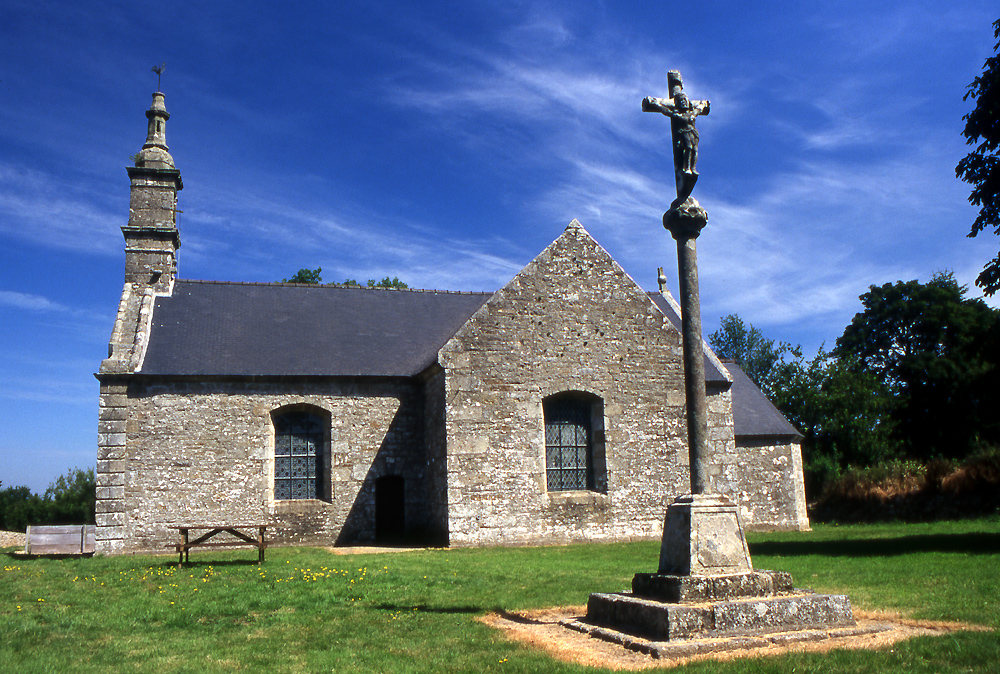
Chapelle Sainte-Anne.

- Église Notre-Dame de Bulat. L'église a été élevée aux XVe et XVIe siècles. La tour Renaissance, la plus ancienne de cette période en Bretagne, a été, au XIXe siècle, surmontée d'une flèche. On peut y voir des porches remarquables. À l'intérieur, la sacristie monumentale, ornée d'une frise macabre, fait saillie en loggia ; un curieux lutrin représente un paysan en costume de Rostrenen. Il y a aussi une belle table d'offrande de 1583, à dessins géométriques et longue de cinq mètres. L'église dispose d'un retable latéral très richement décoré dû au sculpteur de Tréguier Yves Corlay[50]. L'église est classée au titre des monuments historiques en 1907[51],[52].
- Chapelle Saint-Blaise, calvaire de Pestivien.
- Chapelle Sainte-Anne, inscrite à l'inventaire général du patrimoine culturel[53].
- Fontaines dites du Coq, de la Vierge et des Sept Saints de Bretagne.
- Le chêne de Tronjoly (+ de 1 000 ans), situé sur une propriété privée[54],[55].
- Manoir de Bodilio (XVe – XVIe siècles) : musée du Manoir breton.

## Héraldique
| Blason | Blasonnement : Vairé d'argent et de sable. |

## Pour approfondir